# Statua del Redentore (Nuoro)
La statua del Redentore è un'opera bronzea collocata su una cima del monte Ortobene presso Nuoro, ad un'altezza di 925 metri sul livello del mare.

## Storia
Opera dello scultore calabrese Vincenzo Jerace, venne eretta in occasione della celebrazione del Giubileo, allorché papa Leone XIII chiese che venissero innalzati monumenti al Cristo Redentore in tutte le regioni d'Italia.
La statua venne fusa a Napoli e giunse in Sardegna via mare, suddivisa in varie parti che furono trasportate sulla montagna con carri a buoi e quindi assemblate.. Per finanziare l’opera, il comitato promotore costituito per l’occasione si rivolse a tutti i sardi, sostenuto da un periodico di Cagliari, «La Sardegna cattolica», che aprì una sottoscrizione a cui partecipò anche la regina Margherita. A favore dell'iniziativa si attivò anche Grazia Deledda, futuro premio Nobel, che nel luglio 1901 scrisse un appello e invitò le donne sarde a raccogliere oggetti da usare per la lotteria. Nel febbraio 1900, lo scultore mandò un bozzetto in gesso: il lavoro fu esposto in cattedrale e, raccontano le cronache dell'epoca, incontrò il favore di un'immensa folla. Dopo quattro mesi di febbrile lavoro, l'opera fu conclusa. Inizialmente doveva essere inaugurata nel giugno 1901, ma la data venne posticipata per la morte della moglie di Jerace, Luisa Pompeati, avvenuta il 28 aprile precedente. Per onorarne la memoria, lo scultore incise sul palmo della mano aperta del Redentore: «A Luisa Jerace, morta mentre il suo Vincenzo la scolpiva.». 
L’opera venne solennemente inaugurata il 29 agosto 1901: per l’occasione erano presenti oltre diecimila persone, provenienti da tutta l'Isola.

## Descrizione

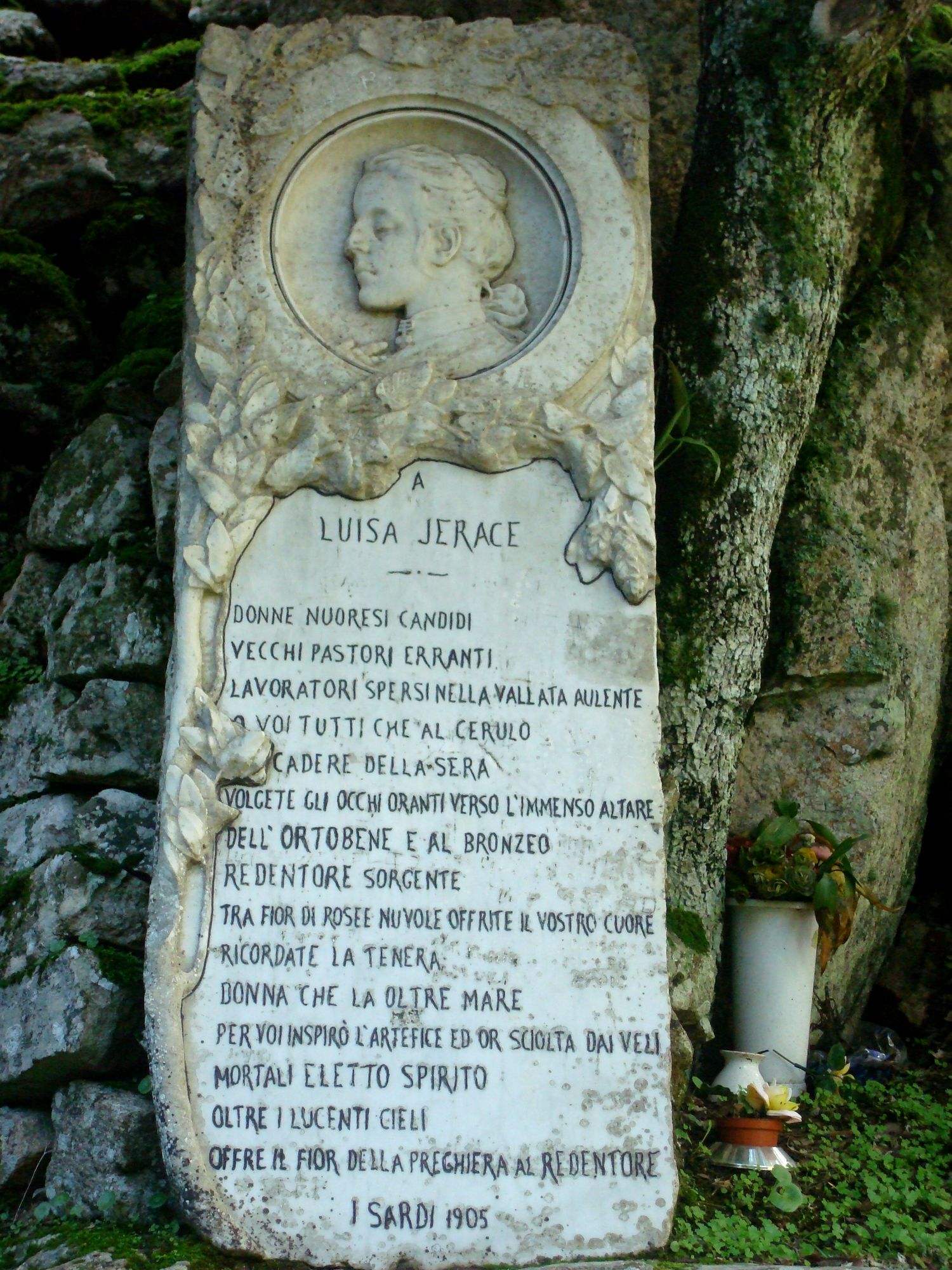
Stele commemorativa di Luisa Jerace

La sola statua senza piedistallo supera i 4 metri di altezza e pesa circa 2 tonnellate. Il monumento ha un panneggio svolazzante, sul cui lembo si regge la figura del Risorto con la croce innalzata. L'imponente opera è perfettamente equilibrata e solo dopo 111 anni di esposizione a forti venti e a notevoli escursioni termiche, è stato necessario intervenire con un restauro strutturale.

Dietro il piede destro del Cristo vi è il volto di un bambino, a Nuoro erroneamente identificato come un angioletto o un diavoletto, e che in realtà, come ebbe a scrivere lo stesso autore, rappresenta l'umanità che al cospetto di Dio è come un bambino.

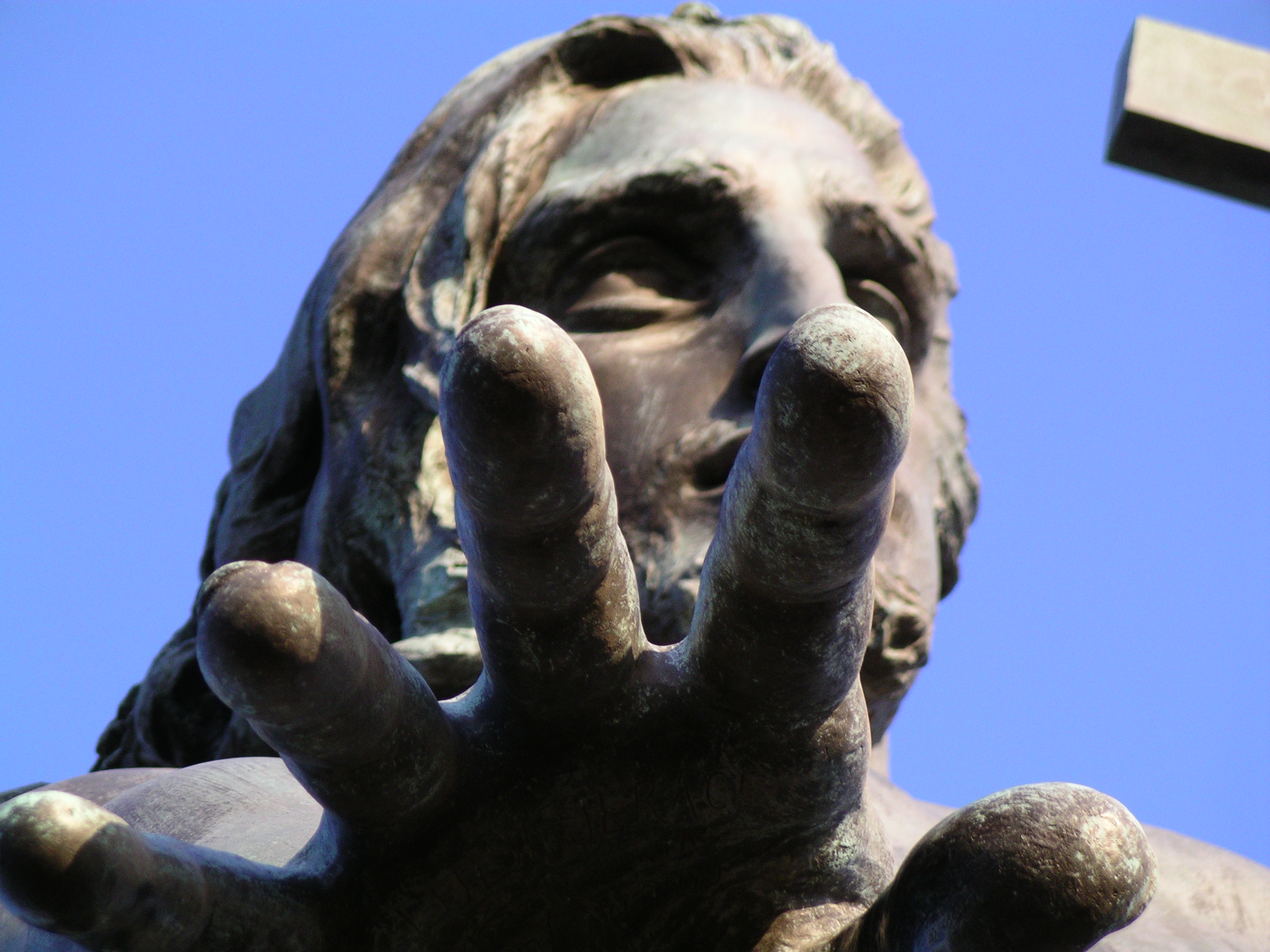
La mano con la dedica (visibile al massimo ingrandimento)

### Luisa Jerace
Ai piedi della formazione rocciosa sulla quale è collocata la statua vi è una lapide dedicata a Luisa contessa Pompeati Jerace, moglie dello scultore, deceduta nell'aprile del 1901, mentre il marito era impegnato nella realizzazione del monumento.. La leggenda narra che morì alla vista della statua, impressionata dalla sua mole. Sulla lapide, sotto il profilo della donna, si leggono i versi attribuiti a Grazia Deledda:
A Luisa Jerace

« Donne nuoresi candidi

vecchi pastori erranti

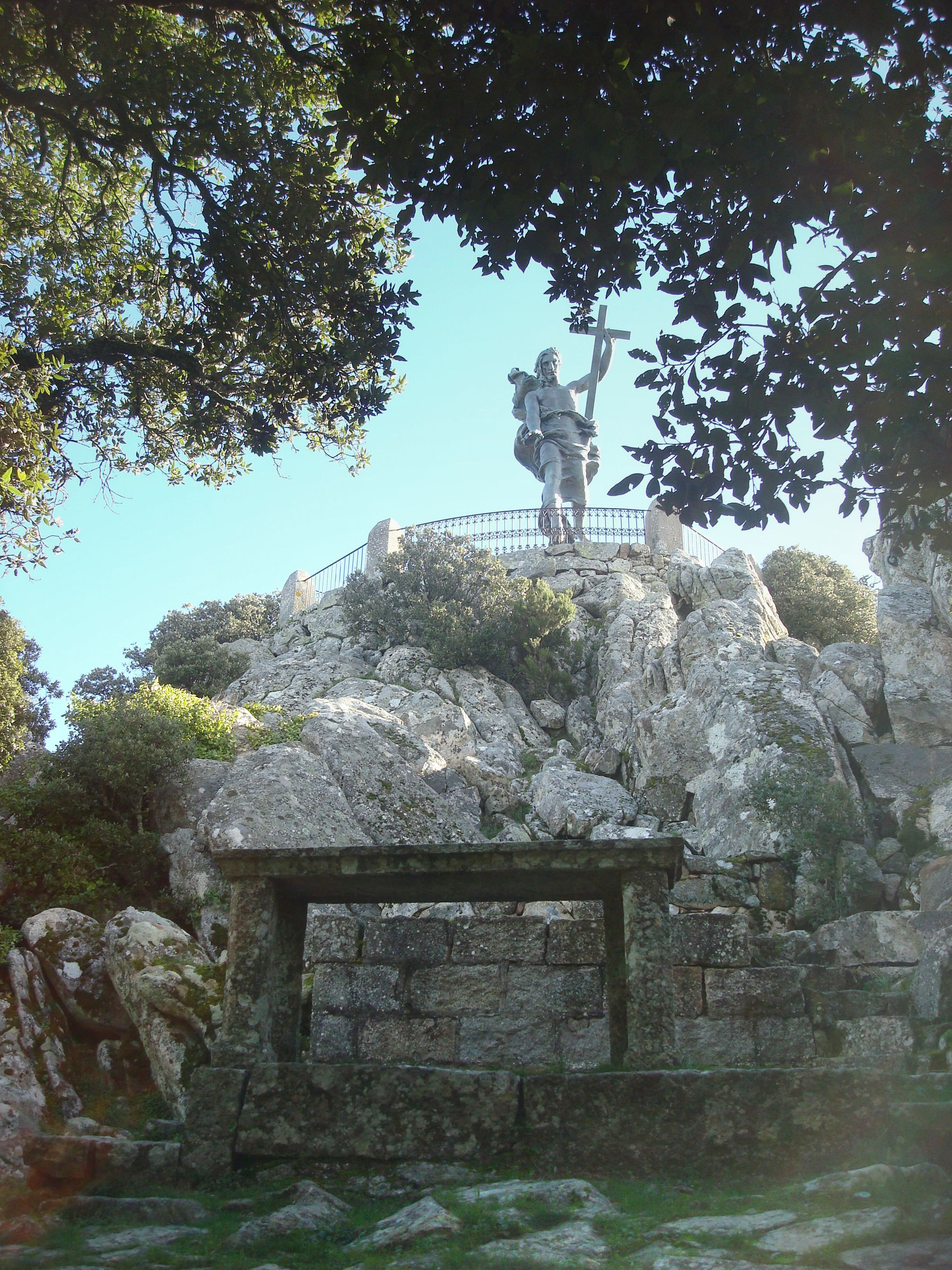
Statua vista dall'altare in granito

lavoratori spersi nella vallata aulente

A voi tutti che al cerulo

cadere della sera

volgete gli occhi oranti verso l'immenso altare

dell'Ortobene e al bronzeo

Redentore sorgente

Tra fior di rosee nuvole offrite il vostro cuore

ricordate la tenera

donna che là oltre mare

per voi inspirò l'artefice ed or sciolta dai veli

mortali eletto spirito

oltre i lucenti cieli

offre il fior della preghiera al Redentore »

I sardi 1905

## Curiosità
Durante la seconda guerra mondiale, dopo l'armistizio, un militare tedesco in ritirata, facente parte di un gruppo sbandato, sparò una raffica di mitra contro la statua facendovi tre fori che furono poi chiusi alcuni anni dopo in occasione di un estemporaneo intervento di rinforzo della struttura.
Nella biografia online di Vincenzo Jerace sul sito dell'enciclopedia Treccani non viene menzionata la statua del Redentore, sebbene questa sia l'opera più maestosa e più sofferta dello scultore e sebbene nella bibliografia in calce venga citato il libro di Elettrio Corda.

## Voci correlate

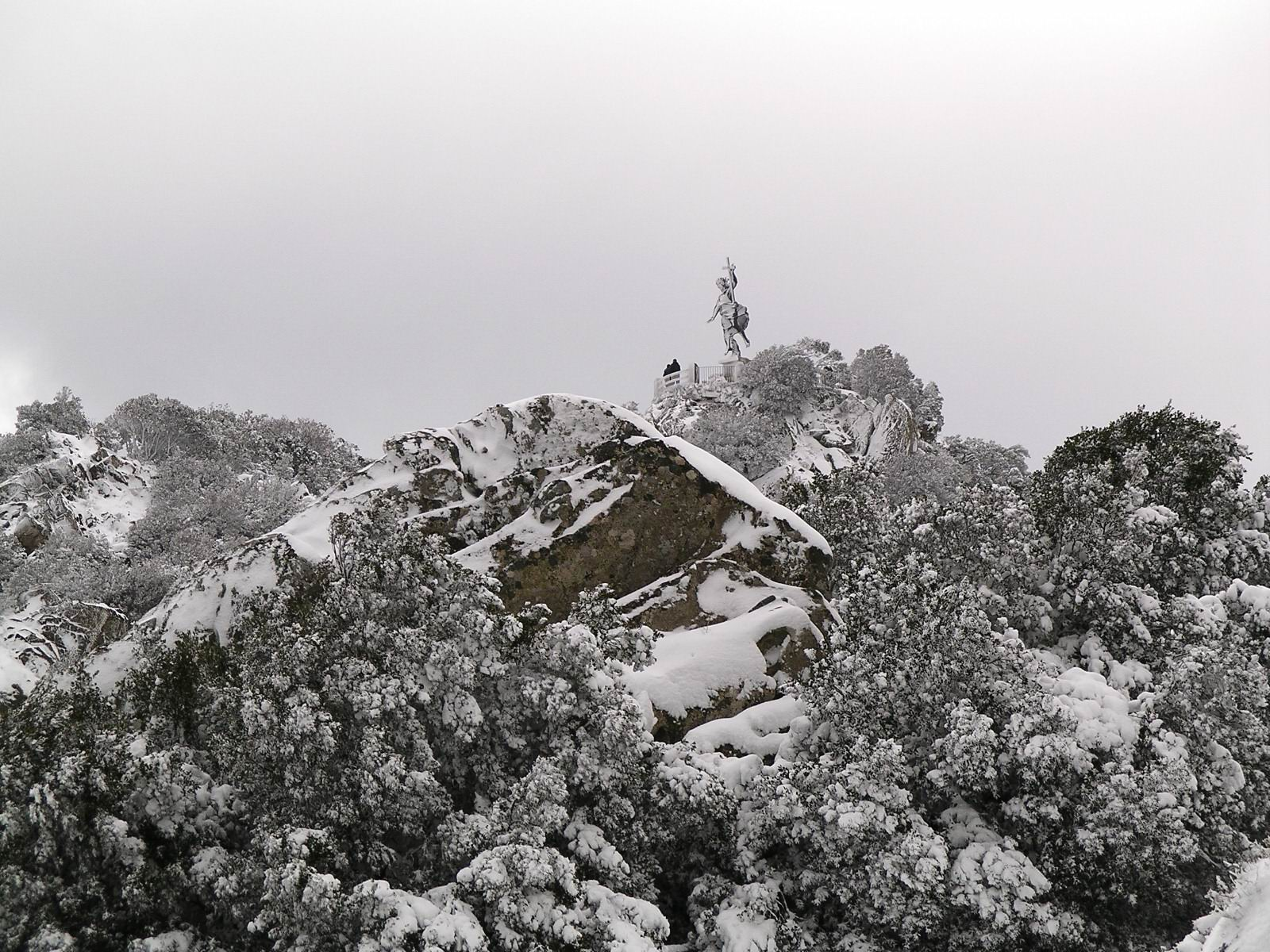
La statua del Redentore d'inverno